# Честер (река)
Честер (англ. Chester River) — река в штате Мэриленд (США), протекающая по полуострову Делмарва и впадающая в Чесапикский залив. Длина реки Честер составляет 69 км. 

## География
Река Честер начинается на границе округов Куин-Анс и Кент (Мэриленд), вблизи города Миллингтон, на высоте около 1 м, при слиянии водотоков Сайпресс-Бранч и Андовер-Бранч. После этого река течёт по полуострову Делмарва сначала в западном, а затем в юго-западном направлении, на всём своём протяжении образуя границу между округами Куин-Анс и Кент (Мэриленд). На реке находятся населённые пункты Честертаун, Крамптон, Миллингтон и другие. Основные притоки — Лангфорд-Крик (Langford Creek), Морган-Крик (Morgan Creek), Саутист-Крик (Southeast Creek) и река Корсика.
В нижнем течении река Честер представляет собой широкий эстуарий, ширина которого достигает около 5 км. Значительная часть реки подвержена приливам. Река Честер впадает в Чесапикский залив напротив северной части острова Кент. У места впадения реки в залив находится национальный резерват дикой природы Истерн-Нек.
Площадь водосборного бассейна реки Честер — 953 км². Помимо округов Куин-Анс и Кент (Мэриленд), он включает в себя часть территории округа Нью-Касл (Делавэр), по которому протекает Сайпресс-Бранч, а также округа Кент (Делавэр), по которому протекает Сьюэлл-Бранч (приток Андовер-Бранча).

## Фауна
Река Честер является популярным местом для рыбной ловли. В частности, в реке водятся полосатый лаврак (Morone saxatilis), белый американский лаврак (Morone americana), канальный сомик (Ictalurus punctatus), белый сомик (Ameiurus catus), луфарь (Pomatomus saltatrix), спот (Leiostomus xanthurus), а также представители семейств камбалообразных и горбылёвых.

## История
В течение многих тысячелетий на берегах реки жили индейцы. Река получила её нынешнее название примерно в 1660 году — она была названа в честь английского города Честер. В 1670 году в районе реки поселились первые европейские колонисты Джеймс Рингголд (James Ringgold) и Сэмюэл Тови (Samuel Tovey). В 1706 году у реки был основан город Честертаун, который стал важным портом и центром торговли зерном, табаком и другими товарами. В 1774 году в нём произошло так называемое «честертаунское чаепитие» (названное так по аналогии с «бостонским») — в знак протеста против высоких британских налоговых сборов прибывший груз с чаем был утоплен в реке Честер.